# Ботвинко Валерій Борисович
Валерій Борисович Ботвинко (24 січня 1964, Норильськ, Красноярський край, СРСР) — радянський і російський хокеїст, лівий нападник.

## Спортивна кар'єра
Вихованець норільського хокею. Виступав за команди «Машинобудівник» (Київ), ШВСМ (Київ), «Сокіл» (Київ), «Авангард» (Омськ) і «Заполярник» (Норільськ). Майстер спорту. В сезоні 1984/85 закинув за ШВСМ в іграх другої ліги 56 шайб. Всього у вищій лізі чемпіонату СРСР провів 155 матчів (35+33), у Міжнаціональній хокейній лізі — 40 (7+8).

## Статистика
Статистика виступів за українські команди:
| Сезон             | Команда                 | Ліга              | І   | Г   | П  | 0   | Штр |
| ----------------- | ----------------------- | ----------------- | --- | --- | -- | --- | --- |
| 1983/84           | «Машинобудівник» (Київ) | друга             |     | 22  |    |     |     |
| 1984/85           | ШВСМ (Київ)             | друга             |     | 56  | 19 | 75  |     |
| 1985/86           | ШВСМ (Київ)             | друга             |     | 43  |    |     |     |
| 1986/87           | «Сокіл» (Київ)          | вища              | 6   | 2   | 0  | 2   | 2   |
|                   | «Сокіл» (Київ)          | пт                | 3   | 1   | 1  | 2   | 0   |
|                   | ШВСМ (Київ)             | перша             | 52  | 29  | 18 | 47  | 18  |
| 1987/88           | «Сокіл» (Київ)          | вища              | 27  | 9   | 18 | 27  | 6   |
|                   | ШВСМ (Київ)             | перша             | 22  | 11  | 4  | 15  | 4   |
| 1988/89           | «Сокіл» (Київ)          | вища              | 43  | 13  | 7  | 20  | 12  |
| 1989/90           | «Сокіл» (Київ)          | вища              | 41  | 5   | 6  | 11  | 10  |
| 1990/91           | «Сокіл» (Київ)          | вища              | 14  | 1   | 0  | 1   | 14  |
|                   | ШВСМ (Київ)             | друга             | 6   | 3   | 1  | 4   | 2   |
| Усього за «Сокіл» | Усього за «Сокіл»       | Усього за «Сокіл» | 134 | 31  | 32 | 63  | 44  |
| Усього за ШВСМ    | Усього за ШВСМ          | Усього за ШВСМ    |     | 142 | 42 | 163 |     |